# Genesis II
Genesis II ist ein US-amerikanischer Science-Fiction-Fernsehfilm von 1973. Der Film war als Pilotfilm einer Fernsehserie geplant, die mangels Erfolg des Piloten nicht produziert wurde. Der Wissenschaftler Dylan Hunt, gespielt von Alex Cord, der durch ein Experiment im Zustand des Scheintods den Untergang der ihm bekannten Welt überlebt, wird über 150 Jahre später aufgeweckt. Er findet sich in einer Gesellschaft der Zukunft wieder, die durch einen vergangenen atomaren Krieg aus technologischer Sicht primitiv ist und sich ideologisch/moralisch in zwei Fraktionen gespalten hat.

## Handlung
Dylan Hunt, gespielt von Alex Cord, stellt sich nach erfolgreichen Tierversuchen als Testperson für ein Experiment zur Verfügung, bei dem man einen Menschen in eine Art Winterschlaf versetzen kann. Dies soll Astronauten längere Weltraumflüge ermöglichen. Als jedoch ein Erdbeben während des Experiments die Carlsbad-Höhlen, wo das Experiment durchgeführt wird, erschüttert, wird er im Labor im scheintoten Zustand begraben.
Dylan Hunt wird über 150 Jahre später aufgefunden und aufgeweckt. Er findet sich in einer primitiven Gesellschaft des Jahres 2133 in einer chaotischen, postapokalyptische Welt wieder. Ein Ereignis namens „Der große Konflikt“ zerstörte die Hunt bekannte Zivilisation. Im Kampf um die Kontrolle der verfügbaren Ressourcen sind verschiedene neue rivalisierende Zivilisationen entstanden, unter anderem die PAX und die Tyranier.
Hunt wird durch Zufall von der Organisation gefunden und aufgeweckt, die sich „PAX“ nennt (das lateinische Wort für „Frieden“). PAX-Mitglieder sind Nachkommen jener NASA-Mitarbeiter, die seinerzeit das Experiment durchgeführt hatten. Sie sind nach wie vor Forscher und Wissenschaftler, welche das wenige Wissen und die wenigen Technologien bewahren, die von vor dem Konflikt erhalten geblieben sind. Sie wollen das vorhandene wissenschaftliche und historische Wissen nutzen, um die Zivilisation neu und friedlich aufzubauen.
Im Gebiet, das einst als Arizona und New Mexico bekannt war, leben die Tyranier in einer totalitären Gesellschaft. Es handelt sich hier um Mutanten, die den Menschen in den meisten Dingen überlegen sind. So wie sie viele Organe doppelt haben, haben sie auch zwei Bauchnabel, woran man sie äußerlich erkennen kann. Ihr Anführer entdeckt, dass Hunt Kenntnisse über die Nutzung der Kernspaltung hat, und sie bieten ihm zunächst große Belohnungen, wenn er ihren defekten Kernkraftgenerator reparieren kann. Doch als er schließlich in ihrer Hand ist, wollen sie ihn zwingen, auch ihr nukleares Raketensystem zu reaktivieren. Hunt führt stattdessen eine Rebellion zusammen mit der als Sklaven gehaltenen Unterschicht der Gesellschaft an. Ihm gelingt es schließlich, die Stadt der Tyranier atomar zu vernichten.
Die Mitglieder von PAX versuchen, eine neue Gesellschaft aufzubauen, indem sie alles verwenden, was aus der Vergangenheit der Erde als „gut“ galt. So nehmen sie Dylan Hunt zwar in ihre Gesellschaft auf, ermahnen ihn aber, nie wieder ein Leben zu nehmen, da dies bereits im 20. Jahrhundert zum Kalten Krieg und zur Katastrophe geführt habe.

## Besetzung
| Schauspieler     | Rolle                  |
| ---------------- | ---------------------- |
| Alex Cord        | Dylan Hunt             |
| Mariette Hartley | Lyra-a                 |
| Ted Cassidy      | Isiah                  |
| Percy Rodriguez  | Primus Isaac Kimbridge |
| Harvey Jason     | Singh                  |
| Titos Vandis     | Yuloff                 |
| Bill Striglos    | Dr. Kellum             |
| Majel Barrett    | Primus Dominic         |
| Lynne Marta      | Harper-Smythe          |

## Trivia
- Später wurde im Auftrag der Witwe Gene Roddenberrys, Majel Barrett Roddenberry, aus den alten Konzepten des Star-Trek-Schöpfers zu der Serie die Fernsehserie Andromeda geschaffen.

- Die Science-Fiction-Rechtfertigung im Film, dass Lyra-a (Mariette Hartley) und andere Tyranianer zwei Nabel haben, ist das redundante Kreislaufsystem ihrer Körper. Gene Roddenberry scherzte jedoch, dass der Grund hinter den Kulissen der war, die abgedeckten Nabel von Netzwerk und Studio-Zensoren bei der Produktion des ursprünglichen Raumschiff  Enterprise (1966) wett zu machen.

- Der Name der Hauptfigur, Dylan Hunt, ist die gleiche wie die Hauptfigur in einem anderen TV-Film von Gene Roddenberry, Planet Erde (1974). Einige Jahre später wurde der Name der Hauptfigur in der von Roddenberry erstellten Serie Andromeda (2000) vergeben.
- Auch die gesamte Hintergrundgeschichte von Genesis II war Grundlage für den nächsten Pilotfilm Planet Erde, der einige Jahre nach Genesis II spielt. Mehrere Charaktere aus Genesis II treten wieder auf.

- Das Subshuttle basiert auf dem „TAUSS“ (Trans America Underground Subway System, „Transamerikanisches U-Bahn-System“).

- Der Film spielt in den Jahren 1979 und 2133.

- Einer ähnlichen Idee folgen die Geschichten von Buck Rogers sowie die gleichnamige Fernsehserie.